# Lucie Décosse
Lucie Décosse (Chaumont, 6 de agosto de 1981) es una deportista francesa que compitió en judo.
Participó en tres Juegos Olímpicos, entre los años 2004 y 2012, obteniendo en total dos medallas, oro en Londres 2012 y plata en Pekín 2008.
Ganó cuatro medallas en el Campeonato Mundial de Judo entre los años 2005 y 2011, y siete medallas en el Campeonato Europeo de Judo entre los años 2002 y 2011.

## Palmarés internacional
| Juegos Olímpicos   | Juegos Olímpicos        | Juegos Olímpicos  | Juegos Olímpicos |
| Año                | Lugar                   | Medalla           | Categoría        |
| ------------------ | ----------------------- | ----------------- | ---------------- |
| 2008               | Pekín (China)           | Medalla de plata  | –63 kg           |
| 2012               | Londres (Reino Unido)   | Medalla de oro    | –70 kg           |
| Campeonato Mundial |                         |                   |                  |
| Año                | Lugar                   | Medalla           | Categoría        |
| 2005               | El Cairo (Egipto)       | Medalla de oro    | –63 kg           |
| 2007               | Río de Janeiro (Brasil) | Medalla de plata  | –63 kg           |
| 2010               | Tokio (Japón)           | Medalla de oro    | –70 kg           |
| 2011               | París (Francia)         | Medalla de oro    | –70 kg           |
| Campeonato Europeo |                         |                   |                  |
| Año                | Lugar                   | Medalla           | Categoría        |
| 2002               | Maribor (Eslovenia)     | Medalla de oro    | –63 kg           |
| 2005               | Róterdam (Países Bajos) | Medalla de bronce | –63 kg           |
| 2006               | Tampere (Finlandia)     | Medalla de plata  | –63 kg           |
| 2007               | Belgrado (Serbia)       | Medalla de oro    | –63 kg           |
| 2008               | Lisboa (Portugal)       | Medalla de oro    | –63 kg           |
| 2009               | Tiflis (Georgia)        | Medalla de oro    | –70 kg           |
| 2011               | Estambul (Turquía)      | Medalla de bronce | –70 kg           |